# Dan Allsopp
Dennis Watkin Allsopp (13 tháng 2 năm 1871 – 1921) là một cầu thủ bóng đá thi đấu ở Football League cho Nottingham Forest. Là một thủ môn, ông cũng thi đấu cho Derby Junction.